# 鱼化龙壶

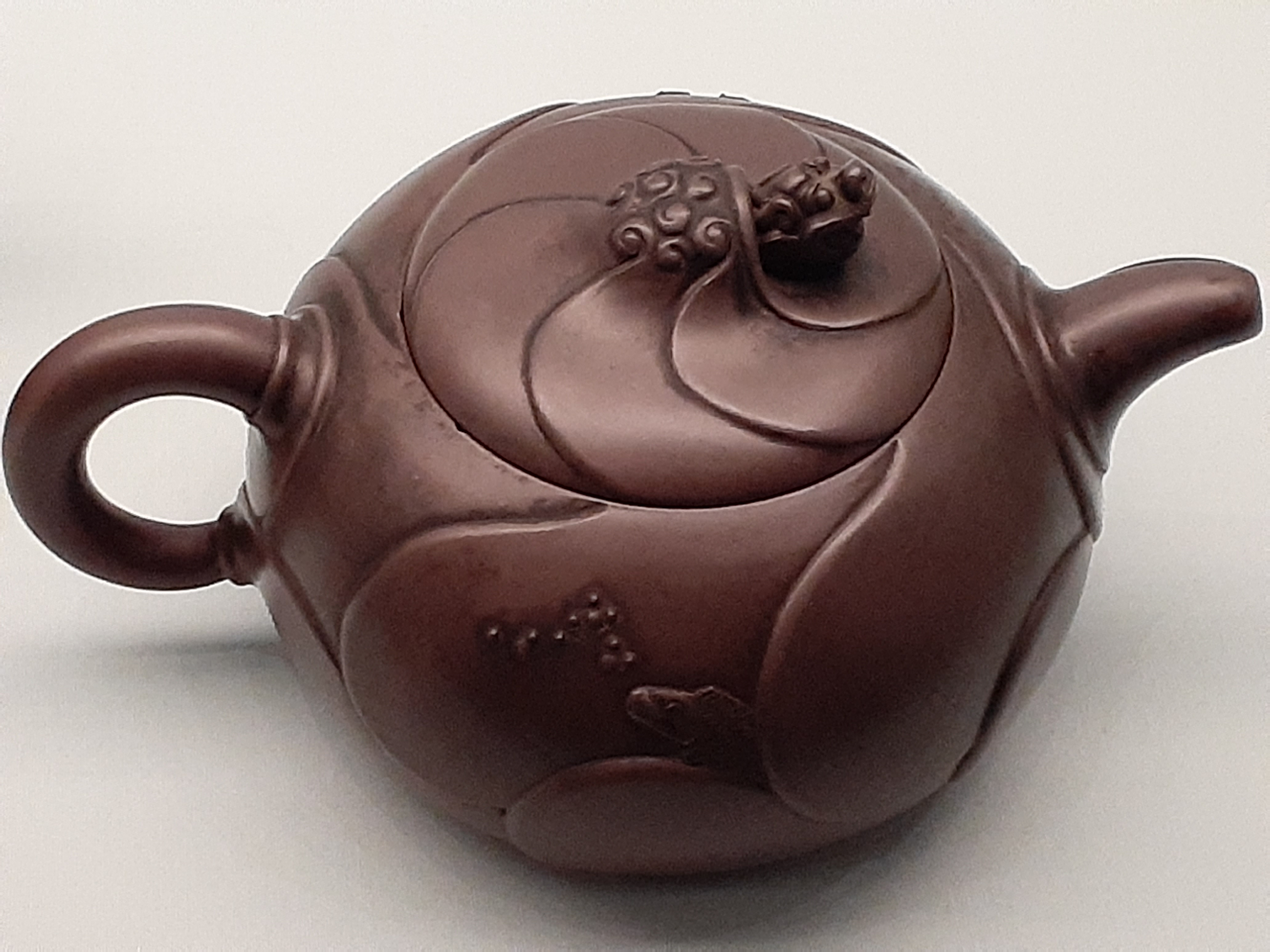
邵大亨鱼化龙壶（香港茶具文物馆藏，罗桂祥旧藏）

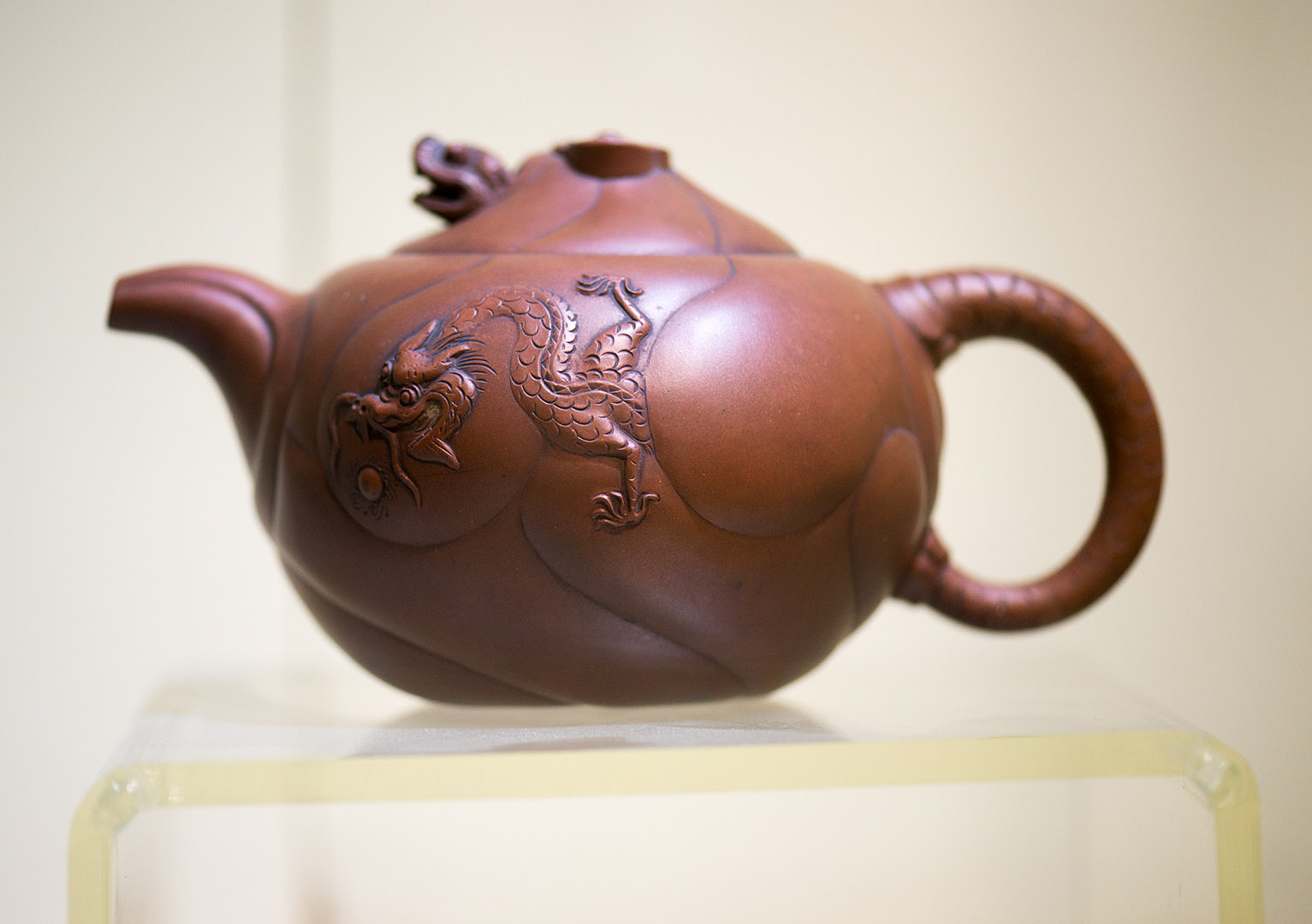
黄玉麟鱼化龙壶（中国紫砂博物馆藏）

鱼化龙壶，又作云龙壶、鱼龙壶、鱼龙戏浪壶等，是一种经典的紫砂壶壶型，取“鱼化成龙”之意。

## 历史
鱼化龙壶相传为明末紫砂艺人陈仲美所创制，当时名为“龙戏海涛壶”，但没有实物传世。清代制壶名家邵大亨对其作了改进，制成了以活动龙头为壶纽、龙尾为壶把、波涛卷浪、鱼龙堆身的鱼化龙壶。自邵大亨之后鱼化龙壶开始流行，故也有邵大亨首创该壶型之说。传世大亨鱼化龙壶有两件，一件为香港茶具文物馆收藏，另一件则由南京王一羽私人收藏。
清末紫砂名家黄玉麟在模仿大亨鱼化龙壶的同时对壶型做了部分改动，其鱼化龙壶也成为了后来鱼化龙壶的标准式样。继黄玉麟之后，近代紫砂名家俞国良、范大生，现当代名家朱可心、施福生、汪寅仙、何道洪等也都擅长制作鱼化龙壶。